# Abdeljalil Hadda
Abdeljalil Hadda (àrab: عبدالجليل حدّا, ʿAbd al-Jalīl Ḥaddā) (Meknès, Marroc, 23 de març de 1972) és un futbolista marroquí retirat que jugava com a davanter.
Començà i es retirà al club de la seva ciutat, el CODM. També jugà, entre altres clubs, a l'Al-Ittihad Jeddah, Club Africain, l'Sporting de Gijón o el Yokohama F. Marinos.
Fou 36 cops internacional amb el Marroc i marcà un total de 15 gols. Participà en el Mundial de 1998 disputat a França. També participà en les Copes d'Àfrica de Nacions de 1998 i 2000.